# C.K. Hansen
C.K. Hansen var et dansk rederi og skibsmæglerforretning, som stod for befragtning, klarering, havari- og linieagentur, spedition og internationale transporter. I sine første årtier var firmaet dog primært en grossistvirksomhed.

## Historie
Rederiet blev grundlagt den 13. juli 1856 af Christian Kjellerup Hansen (1813-1868). I 1883 dannedes Dampskibsselskabet "Dannebrog", som i 1915 sammensluttedes med "Dampskibsselskabet af 1896" og Dampskibsselskabet "Neptun", stiftet hhv. 1896 og 1901. Indtil 1967 var C.K. Hansen korresponderende reder for Dannebrog Rederi.
I sine første år havde selskabet især succes som transportør af bunkerkul og handlede også med salt. Først senere, efter C.K. Hansens død, kom rederiet til. Efter Christian Kjellerup Hansens død 1868 blev selskabet videreført af sønnerne Johan Hansen (senior) (1838-1913), som var blevet associé i 1857, og konsul Olof Hansen (1842-1897). Selskabet fortsatte så, stadig i familiens eje, under lederskab af generalkonsul Johan Hansen (junior) (1861-1943), som i 1897 var indtrådt som kompagnon sammen med broderen Robert Hansen (1863-1912).
Johan Hansen tog sig i særlig grad af rederiafdelingen, medens hans yngre broder Robert tog sig af firmaets øvrige afdelinger. Under Johan Hansens initiativrige ledelse sidst i 1890'erne og begyndelsen af 1900-tallet tog firmaet C.K. Hansen et stort opsving, og i adskillige år var dette firmas tramprederi det største i Danmark. 1920 ophørte C.K. Hansen at være agent for Wilsonlinjen; til gengæld blev det agent for andre engelske rederier såvel som for en række norske og svenske ruterederier (de Wilhelmske og Broströmske linjer).
Efter Johan Hansens død 1943 var C.K. Hansens indehavere: C.J.C. Harhoff (1886-1966), Willie C.K. Hansen (1887-1949), Norman H. Hansen (1890-1962), Knud Hansen (1892-1968), Bennet C.K. Hansen (1914-1984) og Preben Harhoff (1911-1995). C.J.C. Harhoff var gift med Robert Hansens datter Rigmor Hansen (1888-1982) og var blevet ansat som sekretær i firmaet 1910, prokurist 1912 og blev medindehaver 1916. Willie C.K. Hansen var søn af Johan Hansen Jr., blev ansat i familiefirmaet 1911, blev prokurist 1912, tog grossererborgerskab 1912 og blev medindehaver 1916.
Den senere så kendte skibsreder A.P. Møller arbejdede i firmaet fra 1904 indtil 1912, hvor han blev selvstændig reder. Også Mærsk Mc-Kinney Møller var i shippinglære her 1930-32.
Selskabet havde i 1950 13 skibe med 51.000 tons dødvægt og en tankskibsnybygning på 16.300 tons dødvægt, som blev leveret i juni 1951. I 1912 udskiltes den hidtil drevne kulforretning som "A/S Københavns Bunkerkul Depot", og i 1943 stevedoreafdelingen som "Københavns Stevedore Comp.".
Selskabet havde først hovedsæde på Esplanaden 15 (opr. Toldbodvej 5) i G.F. Hetschs bygning fra 1856 og siden i den store bygning Amaliegade 35, opført 1920-23 af Einar Madvig og Poul Methling. Hetsch-bygningen blev fredet 1979. Den oprindelige gule blankmur er blevet malet hvid.